# 法国死刑制度
法国《法兰西共和国宪法》第66-1条禁止死刑，该宪法由法国议会议会于2007年2月19日投票通过，仅规定"任何人不得被判处死刑"。1981年10月9日，弗朗索瓦·密特朗总统签署了一项法律，禁止司法系统使用死刑，并将6名死囚减刑为终身监禁。最后的死刑是在断头台上执行的，这是自法国大革命以来的主要法律手段。死刑犯是哈米达·詹杜比，一名突尼斯公民，因在法国境内实施酷刑和谋杀罪，于1977年9月在马赛被处死。
法国历史上主要的死刑废除主义者包括哲学家伏尔泰;诗人雨果;政治家莱昂·甘必大、让·饶勒斯和阿里斯蒂德·白里安;还有作家阿尔方斯·德·拉马丁和阿尔贝·加缪。

## 历史

### 旧制度

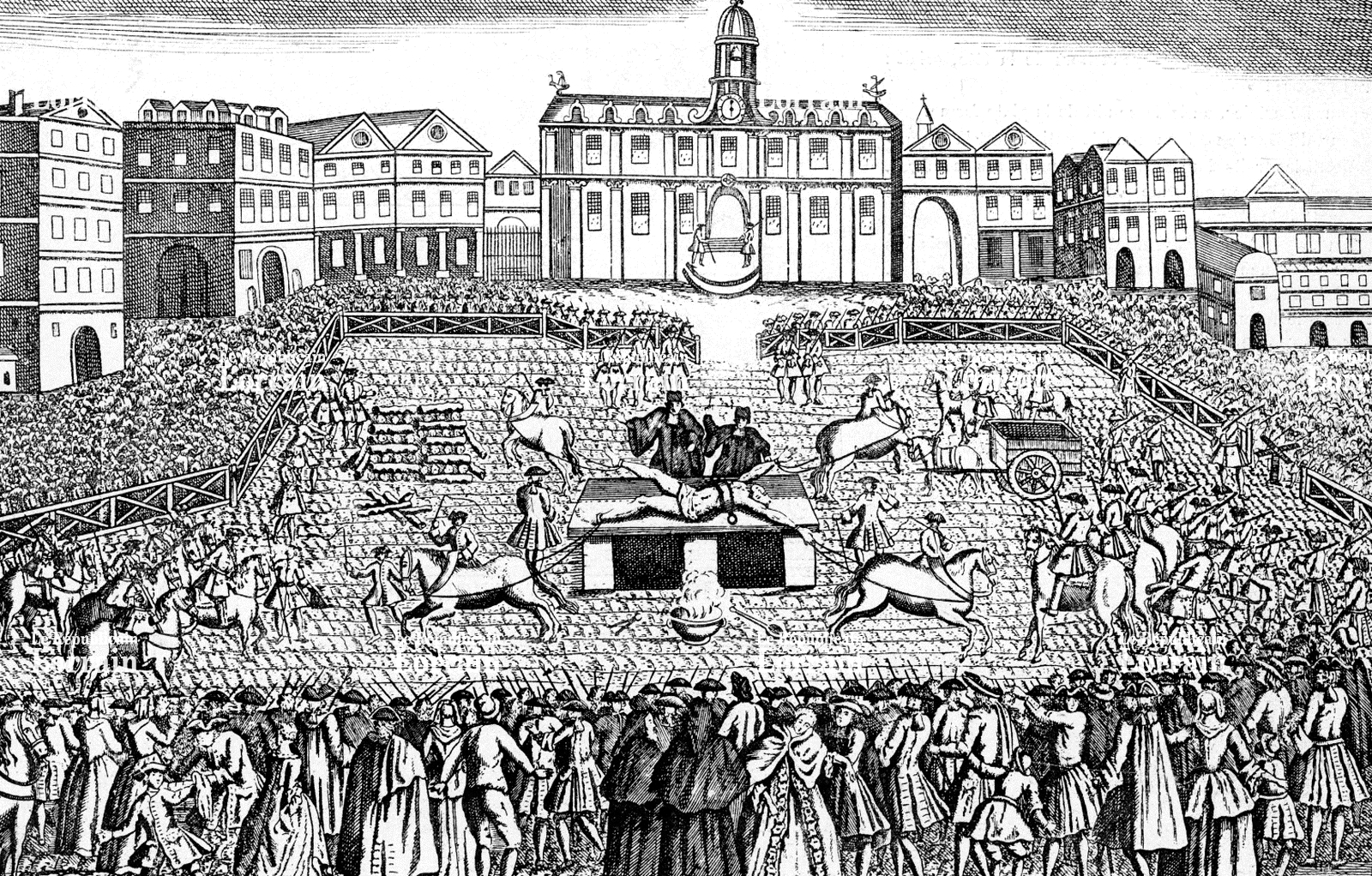
罗伯特-弗朗索瓦·达密安因试图行刺路易十五而被车裂处死

在1791年以前，在法国的旧政权下，根据罪犯的罪行和地位，存在着多种死刑手段:
- 绞刑是最常见的惩罚。
- 用剑斩首，仅供贵族使用。
- 纵火、兽姦、异端、巫术、同性性行為会被处以火刑。罪犯偶尔会被小心地縊死。
- 抢劫和谋杀会处以死亡轮。罪犯可能在断肢前或断肢后被勒死，这取决于他罪行的残暴程度。
- 伪造罪会处以烹刑
- 叛国罪、弑亲罪和弑君罪会被车裂。

1750年7月6日，让·迪奥和布鲁诺·勒诺因同性性行為被判處死刑，遭到縊死并绑在火刑架上焚烧，这是法国最后一次因同性性行為判刑的处决。同样是在1750年，雅克·费伦因兽姦被处以绞刑或火刑，这是法国最后一桩兽姦处决。

### 采用断头台

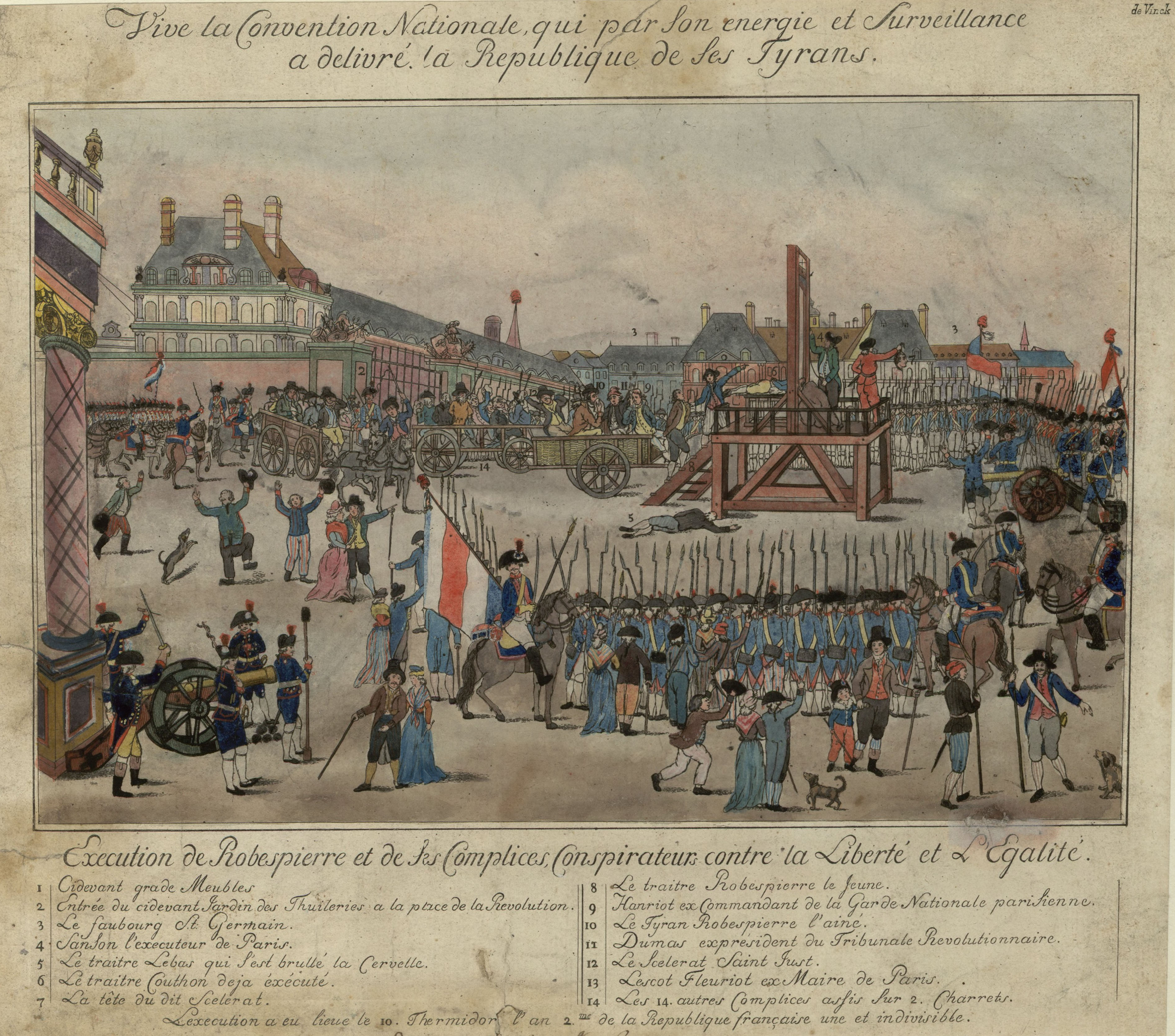
罗伯斯庇尔及其同伙于1794年处决

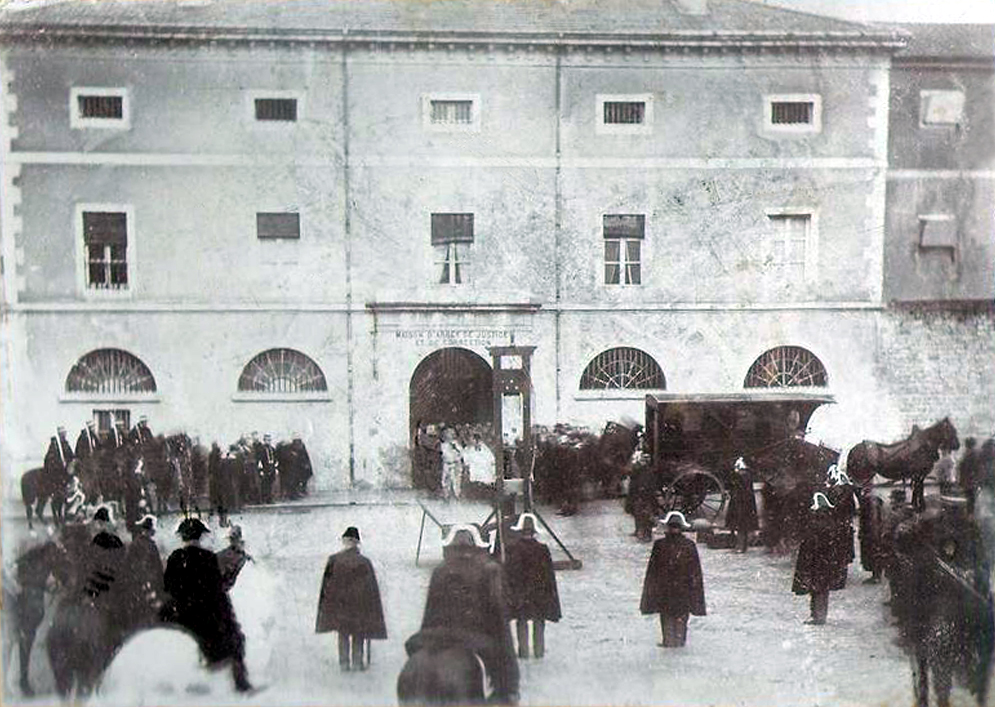
1897年在隆斯勒索涅用断头台公开处决

第一次废除死刑运动于1791年5月30日开始，但同年10月6日，国民议会拒绝通过废除死刑的法律。然而，他们确实废除了酷刑，并宣布现在只有一种处决方式:“Tout condamné à mort aura la tête tranchée”（所有被判死刑的人将被砍头）。
1789年，医生约瑟夫-伊尼亚斯·吉约丹提议，所有的死刑都应该用一种简单而无痛的机制来执行，这导致了断头台的发展和最终的采用。在此之前，只有贵族才可以用斧头或刀片手动砍头;平民通常会被处以绞刑或采取更残忍的手段。因此，无论罪犯的社会地位如何，都可以使用断头台，这不仅提高了执行死刑的效率，减轻了执行死刑的痛苦，而且彻底消除了死刑的阶级分化。因此，许多人感到该装置使死刑更人道、更平等。
1792年4月25日，尼古拉·雅克·佩尔蒂埃成为第一个被送上断头台的人。断头台的使用随后传播到其他国家，如德国（在革命前就开始使用了）、意大利、瑞典（一次执行死刑），以及法国在非洲的殖民地、法属圭亚那和法属印度支那。尽管其他国家也使用了这种装置，但法国用断头台处死的人比其他任何国家都多。

### 1791年刑法
1791年10月6日，《1791年刑法》颁布，废除了法国王国对兽姦、亵渎、异端、渎神、同性性行為和巫术等行为的死刑。

### 1939年起
公开处决一直持续到1939年。从19世纪中期开始，执行死刑的时间从下午3点左右改为早上，然后再改为黎明。处决是在市场广场等大型中央公共场所执行的，但逐渐移到当地监狱。20世纪初，断头台就设在监狱大门外面。最后一个被公开送上断头台的人是六次犯下谋杀罪的欧根·魏德曼，他于1939年6月17日在凡尔赛的圣皮埃尔监狱外被处决。处决的照片出现在媒体上，显然，这一事件促使政府停止了公开处决，而是将他们在监狱的院子里执行，比如巴黎的圣泰监狱。根据法律，第一个在监狱里被送上断头台的是Jean Dehaene，他谋杀了他分居的妻子和岳父，于1939年7月19日在圣布里厄被处决。
在20世纪40年代和战争时期，处决人数有所增加，其中包括自19世纪以来对女性的首次处决。
玛丽-路易丝·吉罗于1943年7月30日因为堕胎罪被处决，被认定为危害国家安全罪。
在20世纪50年代到70年代，死刑的数量稳步下降，例如总统乔治·蓬皮杜在1969年到1974年间，对15名被判处死刑的人中除了3人以外的所有人都宽大处理。总统瓦莱里·吉斯卡尔·德斯坦监督了最后的处决。
到1981年为止，《法国刑法》规定:
- 第12条:“任何被判处死刑的人应被斩首。”
- 第13条:"作为第12条的例外，对危害国家安全的罪行判处死刑时，应由行刑队执行。"
- 第14条:“如果被处决者的家属希望取回尸体，应还给他们；到那时，他们就可以在没有任何隆重仪式的情况下埋葬他们了。”

此外，诸如叛国罪、间谍罪、叛乱罪、海盗罪、严重谋杀罪、酷刑绑架罪、使用酷刑犯下的重罪、在街上放置炸弹、纵火烧毁民宅和武装抢劫等罪行使其提交人应被判处死刑;此外，一些军事犯罪，如叛变或逃跑，或共犯或企图犯死罪也属于死罪。

### 减免
减轻死刑的权利完全属于共和国的总统，而在早期，这一权利完全属于君主。
支持死刑的法国总统戴高乐减刑了19项死刑判决。在他任职期间，有13人被送上断头台，还有一些人因危害国家安全罪被行刑队处决。最后一个被行刑队处决的是秘密军事组织成员让-玛里·巴斯蒂-蒂里中校，他是1962年著名的戴高乐暗杀企图的组织者。
在1969年和1974年担任两届临时总统的阿兰·波厄期间，没有执行过死刑。
反对死刑的总统乔治·蓬皮杜对其任期内判处的三项死刑判决进行了减刑。
瓦莱里·吉斯卡尔·德斯坦总统说，他“对死刑深恶痛绝”，除了三项死刑判决外，他还对其他所有人进行了减刑。在法国最后一次执行死刑时，他是总统。

### 特赦
议会(而不是行政部门)有权赦免死刑。对所有被判处死刑和等待处决的人实行大赦的一个例子发生在1959年戴高乐就职后，当时议会的一项法令减轻了所有这些判决。

## 废除
法国于1791年5月30日就死刑问题进行了第一次正式辩论，提出了一项旨在废除死刑的法案。该法案的提倡者是圣法戈的路易斯-米歇尔·莱维利耶，革命领袖罗伯斯庇尔支持该法案。然而，国民制宪会议于1791年10月6日拒绝废除死刑。不久之后，在雅各宾专政时期，成千上万的社会各阶层的人将被送上断头台处决。
1795年10月26日，国民大会废除了死刑，但只是为了纪念这一天的普遍和平。随着拿破仑·波拿巴的到来，1810年2月12日，在《法兰西帝国刑法》中恢复了死刑。
总统阿尔芒·法利埃是废除死刑的支持者，在他任期的前三年（1906年至1913年），有计划地赦免了所有被判处死刑的囚犯。1906年，众议院预算委员会投票决定撤销对断头台的拨款，目的是停止执行程序。1908年7月3日，“科学先锋”阿里斯蒂德·布里安德向代表们提交了一份废除死刑的法律草案，日期为1906年11月。尽管有让·豪勒斯的支持，该法案还是在12月8日以330票对201票被否决。
在亲纳粹的维希政权下，贝当元帅拒绝赦免五名即将被送上断头台的妇女;50多年来，法国没有一个女人被送上断头台。贝当本人在维希政权被推翻后被判处死刑，但戴高乐将军以贝当的高龄(89岁)为由将其减刑为终身监禁。其他维希政府官员，包括著名的皮埃尔·赖伐尔，就没那么幸运了，被枪杀。在樊尚·奥里奥尔的总统任期内，又有三名妇女被斩首，一名在阿尔及利亚，两名在法国。最后一名被砍头的法国妇女(杰曼·莱洛伊-高德夫罗伊)于1949年在昂热被处死。1963年，让-玛里·巴斯蒂-蒂里中校成为最后一个被行刑队处决的人。
1977年1月20日，儿童杀手帕特里克·亨利在律师罗伯特·巴丹特的辩护下侥幸逃脱了死刑，许多报纸都预言死刑将会结束。1977年9月10日，哈米達·匠杜比被送上断头台，成为法国最后一个被处死的人，也成为西方世界和西欧以任何方式最后一个被斩首的人。1981年9月18日，新任司法部长巴丹泰在国民大会上提议最终废除死刑，同一天，新当选的社会党总统弗朗索瓦·密特朗支持他的努力，国民大会也在同年最终推动废除死刑。巴丹特长期以来一直反对死刑，也是一些最后被处决的人的辩护律师。

### 1981年的废死进程
- 1981年3月16日:在总统竞选期间，弗朗索瓦·密特朗宣布他反对死刑。法国社会党的法国选举计划110项主张采纳了这一点，以及其他司法改革。
- 3月19日:最高法院确认了最后一项死刑判决(对菲利普·莫里斯的死刑判决)，这是最后一项具有法律效力的判决。
- 5月10日:密特朗在第二轮选举中战胜德斯坦当选总统。
- 5月25日:弗朗索瓦·密特朗赦免了菲利普·莫里斯，将判决减为终身监禁。他于2000年获得释放许可。
- 8月26日:部长理事会批准了废除死刑的法案。
- 9月17日:罗贝尔·巴丹泰向国会提交了议案。9月18日，该法案以363票对117票获得通过。
- 9月28日:上莱茵法庭以谋杀未遂罪对裁缝让-保罗·马克思判处了最后一项死刑。在菲利普的案件发生后，下级法院一共作出了7项死刑判决，但最高上诉法院从未批准。
- 9月30日:参议院否决了几项修正案。该法经两院正式通过。
- 10月9日:该法已颁布，其余所有判决均获减刑。最后一个实行死刑的西欧国家废除了死刑。

## 现状
今天，法国废除了死刑。尽管一些现代法国政治家(尤其是极右翼国民阵线前领导人让-玛丽·勒庞)主张恢复死刑，但如果法国不单方面拒绝几项国际条约，死刑的恢复就不可能实现。
1985年12月20日，法国批准了《欧洲保护人权和基本自由公约》第6号附加议定书。这阻止了法国重新确立死刑，除非是在战争时期或通过谴责这项公约的议案。
2001年6月21日，雅克·希拉克致信该协会的“团体”，称他反对死刑:“这是一场我们必须以决心和信念领导的斗争，因为没有正义是绝对正确的，每次处决都可能杀死一个无辜者;因为任何事情都不能使处决未成年人或有精神缺陷的人合法化;因为死亡永远不能构成正义2002年5月3日，法国和其他30个国家签署了《欧洲人权公约》第13号议定书。禁止在任何情况下使用死刑，即使是在战争时期。它在得到10个国家批准后，于2003年7月1日生效。
尽管作出了这些努力，但在2004年，法国国民议会收到了一项法律提案(第1521号提案)，建议重新对恐怖主义行为判处死刑。该法案未获通过。2006年1月3日，雅克·希拉克宣布修改宪法，旨在废除死刑。前一次10月13日，宪法委员会认为，由于批准了《国际公约第二项任择议定书》，就有必要对《宪法》进行这样的修改。该议定书涉及旨在废除死刑的公民权利和政治权利。
2007年2月19日，法国国会（国民议会和参议院，在这一天重新统一）以压倒多数投票赞成修改宪法，规定"任何人不得被判处死刑"。828票赞成，26票反对。这项修正案于2月23日载入《宪法》。